# Ash vs. Evil Dead
Ash vs. Evil Dead là phim truyền hình Mỹ 2015 được phát triển bởi Sam Raimi, Ivan Raimi và Tom Spezialy cho kênh truyền hình Starz. Phim lấy bối cảnh không gian Evil Dead và là phần kế tiếp phim Army of Darkness 1992.
Phim có sự tham gia của Bruce Campbell trong vai Ash Williams. Jill Marie Jones, Ray Santiago, Dana Delorenzo, Lucy Lawless và nhiều diễn viên khác. Campbell, Raimi, Craig DiGregorio và Rob Tapert tiếp tục là giám đốc sản xuất như phim đầu tiên.

## Phân vai
- Bruce Campbell vai Ash Williams[4]
- Ray Santiago vai Pablo Simon Bolivar[5]
- Dana Delorenzo vai Kelly Maxwell[6]
- Jill Marie Jones vai Amanda Fisher[7]
- Lucy Lawless vai Ruby Knowby[8]